# Wola Duża (powiat lubelski)
Wola Duża (dawniej Wola Bychawska Duża) – wieś w Polsce położona w województwie lubelskim, w powiecie lubelskim, w gminie Bychawa.
W latach 1975–1998 miejscowość należała administracyjnie do województwa lubelskiego.
Wieś stanowi sołectwo gminy Bychawa. Według Narodowego Spisu Powszechnego z roku 2011 wieś liczyła 240 mieszkańców.
Wierni Kościoła rzymskokatolickiego należą do parafii św. Jana Chrzciciela i św. Franciszka z Asyżu w Bychawie.

## Historia
Nazwa Wola Bychawska odnosiła się dawniej do współczesnej wsi Wola Duża (Bychawska), folwarku Wola Bychawska, osady młyńskiej Wola Bychawska oraz serii kolonii, ponumerowanych od 1 do 10. 14 października 1933 gminę Bychawa podzielono na gromady, w związku z czym:
- wieś Wola Bychawska Duża, folwark Wola Bychawska, osada młyńska Wola Bychawska oraz kolonie Wola Bychawska 1, 5, 6, 7 i 10 połączono z wsią Jezioro i folwarkiem Skawinek w gromadę o nazwie Wola Bychawska;
- kolonie Wola Bychawska 2, 3 i 4 (Kamienna Góra) połączono ze wsią Olszowiec w gromadę o nazwie Olszowiec;
- kolonie Wola Bychawska 8 i 9 połączono z osadą Bychawa, wsią Bychawa Poduchowna, wsią Widniówka, kolonią (cz. I i II oraz Nr 4) i folwarkiem Marysin w gromadę o nazwie Bychawa[11].

Jesienią 1954 zniesiono gminy, a dotychczasową gromadę Bychawa włączono do nowo utworzonej gromady Bychawa.
1 stycznia 1958 kolonie Wola Bychawska Nr 8 i Nr 9 stały się częścią Bychawy, w związku z przekształceniem gromady Bychawa w miasto. Obszar ten (kolonie Nr 8 i 9) odpowiada współczesnej części miasta Bychawa o nazwie Wola Bychawska. Pozostałe dawne kolonie (Nr 1–7 i 10 pozostają poza granicami miasta).
10 kwietnia 1984 z Woli Dużej wydzielono nowe sołectwo Marysin.